# Anita Andersson (simmare)
Marion Anita Andersson, senare Odell, född 20 maj 1935 i Göteborg, var en svensk simmare.
Anita Andersson simmade för SK Najaden i Göteborg. Hon deltog i Olympiska sommarspelen 1952 i Helsingfors i det svenska lagkappslaget på 4x100 meter. Laget slutade på 6:e plats i finalen med tiden 4.39,0. Andersson simmade andrasträckan och Marianne Lundquist, Maud Berglund och Ingegärd Fredin simmade de övriga sträckorna.
Anita Andersson är medlem i Sveriges Olympiahistorikers Förening.